# Olga Alexandrowna Tschepurowa
Olga Alexandrowna Tschepurowa (russisch Ольга Александровна Чепурова; * 20. Februar 1925 in Tomsk, RSFSR, Sowjetunion; † 7. Januar 1959 in Moskau) war eine sowjetische Fernsehmoderatorin sowie Theater- und Film-Schauspielerin.

## Leben
Tschepurowa absolvierte die Schauspielfakultät des Gerassimow-Instituts für Kinematographie und gab einige kleine Filmrollen, ohne aber in den Credits genannt zu werden. Parallel dazu trat sie am Moskauer Theater der Kinodarsteller auf und wurde 1952 nach erfolgreichem Ausschlussverfahren neben Nina Kondratowa die erste sowjetische Fernsehmoderatorin. Sie erfreute sich beim Publikum großer Beliebtheit.
Tschepurowa starb wenige Wochen vor ihrem 34. Geburtstag an Tuberkulose. Sie wurde auf dem Wagankowoer Friedhof, Abschnitt 32, beigesetzt.

## Filmografie
- 1939: Die schöne Wassilissa (Wassilisa prekrasnaja)
- 1946: Glinka
- 1947: Erziehung der Gefühle (Selskaja utschitelniza)
- 1952: Sadkos Abenteuer (Sadko)
- 1952: Аленький цветочек (Alenki zwetotschek) (Stimme)
- 1954: Reise mit Hindernissen (Wernye drusja)